# Boston Garden
Boston Garden była halą sportową, została otwarta w 1928 roku, zamknięta w 1995 i zburzona w 1997 roku. Jej oryginalna pełna nazwa to Boston Madison Square Garden. Występowały tu między innymi drużyny Boston Celtics (NBA) i Boston Bruins (NHL). Była pierwszą halą która gościła w tym samym roku (1957) Finał NBA i Finał Pucharu Stanleya. Koncertowali tu Jimi Hendrix (16.11.1968 i 27.06.1970), The Beatles, The Who, James Brown, Elvis Presley (10.11.1971) i wielu innych. W listopadzie 1960 roku przemawiał tu John F. Kennedy.